# Академічний симфонічний оркестр Національної філармонії України
Академічний симфонічний оркестр Національної філармонії України — симфонічний оркестр при Національній філармонії України.
Оркестр був створений у вересні 1995 року як базовий колектив Національної філармонії України. Першим диригентом оркестру був Леонід Тихонов. В 1996 році оркестр очолив Микола Дядюра.
З оркестром працювали такі диригенти як Роман Кофман (з 2012 по 2018 рр. головний диригент оркестру), Лев Маркіз (Нідерланди), Кшиштоф Пендерецький (Польща), виступали такі солісти як Пауль Бадура-Скода, Дмитро Башкіров, Елісо Вірсаладзе, Ґідон Кремер, Юрій Башмет, Наталія Гутман та інші.

## Історія
Симфонічний оркестр Національної філармонії України був створений у 1995.
Посідаючи центральне місце в концертному житті столиці України, оркестр веде активну просвітницьку діяльність, співпрацюючи із сучасними композиторами, і є незмінним учасником фестивалів «Київ Музик Фест», «Прем'єри сезону», «Музика молодих».
Оркестр постійно гастролює за кордоном (Австрія, Німеччина, Франція, Польща, Іспанія, Швейцарія, Туреччина, Японія) і бере участь у відомих музичних фестивалях, таких, як «La Chaise-Dieu» і «Фестиваль Берліоза» у Франції, «Бетховенський фестиваль» в Польщі.
Першим диригентом оркестру був Леонід Тихонов. Головним диригентом симфонічного оркестру Національної філармонії України з 1996 року був Микола Дядюра. Із сезону 2012—2013 років по квітень 2019 року очолював оркестр Роман Кофман. З квітня 2019 року головним диригентом оркестру є Микола Дядюра.

## Персоналії

### Диригенти
- Тихонов Леонід Георгійович
- Дядюра Микола Володимирович
- Кофман Роман Ісаакович

### Музиканти
- Мальцев Віталій Володимирович
- Борисов Вадим Валерійович

## Творчість
Зіграно цикли концертів:
- «Всі симфонії і увертюри Бетховена» (2001/2002)
- «Симфонії та інструментальні концерти Брамса» (2002/2003), до 170-річчя з дня народження
- «Симфонії Д. Шостаковича» (2005/2006)
- «Всі симфонії П. Чайковського» (2005/2006; 2013/2014 («Пам'яті Натана Рахліна»))
- «Всі симфонії Йоганнеса Брамса» (2014/2015)

Створено річні абонементи оркестру:
- «Симфонія ХХ сторіччя» (2003/2004)
- «Роберт Шуман і його сучасники» (2004/2005)
- «Симфонічна поема» (2006/2007)
- «Велич опери» (2007/2008)
- «Симфонічний вимір. До ювілейного сезону» (2008/2009)
- «П. І. Чайковський: до 170-річчя від дня народження» (2009/2010)
- «Симфонічний вимір» (2010/2011, 2011/2012, 2012/2013, 2014/2015)
- «Симфонічний вимір. Сповідь Прометея» (2013/2014)

Вперше в Україні виконані «Ромео і Юлія», «Реквієм» і «Te Deum» Гектора Берліоза (в рамках фестивалю до 200-річчя з дня народження композитора).

## Співтворчість
Оркестр виступав разом з: Диригенти — Лев Маркіз (Нідерланди), Юрій Ніколаєвський (Ізраїль), Кшиштоф Пендерецький (Польща), Олександр Дмитрієв (Росія), Роман Кофман (Україна), Сергій Стадлер (Росія), Мікіс Теодоракіс (Греція), Рональд Цольман (Бельгія), Томіко Камацу (Японія), Паскаль Рофе (Франція). 
Піаністи — Поль Бадура-Шкода (Франція), Марія Яблонська (США), Дмитро Башкіров (Росія), Володимир Віардо (США), Елісо Вірсаладзе (Росія), Паскаль Годар (Франція), Михайло Данченко (Україна), Володимир Крайнєв (Німеччина), Міхаель Рудий (Франція), Денис Мацуєв (Росія), Микола Луганський (Росія), Ігор Четуєв (Україна), Тошико Усуї (Японія). 
Скрипалі — Ґідон Кремер, Ліана Ісакадзе, Патріс Фонтанароза Сальваторе Аккардо (Італія), Вадим Бродський (Італія), Едуард Грач (Росія), Тетяна Грінденко (Росія), Ліана Ісакадзе (Німеччина), Богодар Которович (Україна), Ґідон Кремер (Франція), Рафаель Олег (Франція), Неманія Радулович (Франція), Сергій Стадлер (Росія), Патріс Фонтанароза (Франція), Олег Криса (США), Дора Шварцберг (Австрія), Ангел Станков (Болгарія), Вольфганг Давід (Австрія), Олександр Семчук (Україна-Італія).
Альтисти — Юрій Башмет (Росія). 
Віолончелісти — Емануель Бертран (Франція), Наталія Гутман (Росія), Іван Монігетті, Олександр Князєв (Росія). 
Вокалісти — Монсеррат Кабальє (Іспанія), Лучано Паваротті (Італія), Анатолій Солов'яненко (Україна), Володимир Гришко (Україна), Олександр Дяченко (Україна), Світлана Добронравова (Україна), Роман Майборода (Україна), Валентин Пивоваров (Україна), Марія Стефюк (Україна), Людмила Юрченко (Україна), Норберт Орт (Німеччина), Ніколя Куржаль (Франція), Хайдрун Марія Хан (Німеччина). 
Оркестр співпрацював із видатними сучасними композиторами: Віталієм Губаренком (Україна), Гією Канчелі (Грузія), Кшиштофом Пендерецьким (Польща), Мирославом Скориком (Україна), Євгеном Станковичем (Україна), Мікісом Теодоракісом (Греція). 
Традиційними творчими партнерами оркестру стали відомі хорові колективи України і світу: Національна заслужена академічна капела України «Думка», Хор імені П. Майбороди Національної радіокомпанії України, Державна чоловіча хорова капела України імені Л. Ревуцького, камерний хор «Хрещатик», хор Тулонської опери.

## Гастролі і фестивалі
Перший концерт оркестру за кордоном відбувся 30 жовтня 1998 року у Мюнхенській філармонії, де виконувались твори Мікіса Теодоракіса, а за диригентським пультом був автор. Успіх цього концерту став початком активної гастрольної діяльності оркестру. 
Пройшли численні концертні тури до Німеччини, Іспанії, Франції, Швейцарії, Польщі, Туреччини, виступи у престижних концертних залах Берлінської, Кельнської, Мюнхенської, Барселонської філармоній. 
З Національної капелою України «Думка» у Міжнародному музичному фестивалі у Ля Шез-Дьє (Франція) оркестр став базовим колективом відомого Міжнародного музичного фестивалю «Ля Шез-Дьє» у Франції, з успіхом представляв музичну культуру України у Швейцарії (Дні культури України в Швейцарії). 
Симфонічний оркестр Національної філармонії України — постійний учасник міжнародних фестивалів в Україні і Європі: «Київ Музик Фест» (Київ), «Музичні прем'єри сезону» (Київ), «Володимир Крайнєв запрошує…» (Київ), «Віртуози» (Львів), міжнародних музичних фестивалів у Сан-Максимін (Франція), Ля Шез-Дьє (Франція), духовної музики в Марселі (Франція), «Le Melomany» Анноне, В'єнн (Франція), Вроцлаві (Польща), Блекеде (Німеччина), фестивалю Гектора Берліоза в м. Ля Кот Сант-Андре (Франція). 
Останніми роками оркестр побував на гастролях у містах України: Миколаєві, Херсоні, Кіровограді, Вінниці, Полтаві, Черкасах. 
У листопаді 2005 року симфонічний оркестр Національної філармонії України вперше гастролював у Японії з тематичною програмою «Всі симфонії та фортепіанні концерти П. І. Чайковського» (солісти — Аліс Сара Отт (Японія) і Євген Могилевський (Росія)). 
У 2007 році оркестр гастролював у Японії з видатним американським скрипалем Джозефом Лінном у таких залах, серед інших, як Suntory Hall (Токіо) та Symphony Hall (Осака). 
У листопаді 2007 року відбувся концерт оркестру у залі Варшавської філармонії. 
У жовтні 2008 року пройшло перше турне оркестру у Швейцарії. Концерти відбулися у Тонхаллі (Цюрих), Концертхаусі (Берн), Аудіторіум Стравінського (Монтре).

## Резонанс
Виступи оркестру за кордоном незмінно супроводжуються схвальними відгуками: «…під час виконання Шостої симфонії Петра Чайковського … проявилися риси такого яскравого виконання, з таким теплом, з кров'ю серця, пробивною силою і інструментальною віртуозністю, які притаманні не багатьом оркестрам Східної Європи, що публіка була підкорена», — газета «Кельнер Штадтанцайгер». 
«…Музиканти з Києва „купалися“ у цьому всесвіті, патетичні напади якого, проникають безпосередньо у серце. Своєю запальністю викликають неабияке захоплення смичкові інструменти, відвертістю — духові. І усе це під розпеченим керуванням Миколи Дядюри», — газета «Ля Трибюн». 
«…концерт Сен-Санса (для віолончелі з оркестром) ще ніколи так старанно, так майстерно не був виконаний, і винахідливість класицизму ще ніколи не мала таку високу оцінку в частині оркестрового виконання. Хто сказав, що слов'яни зовсім не розуміються на французькій музиці ХІХ-го сторіччя?», — газета «Montagne» .
«Оркестру Національної філармонії велика подяка за увагу та серйозне відношення, за теплоту і музику», — Гідон Кремер. 
«Бажаю оркестру зберегти молодий ентузіазм і відверте відношення до музики, яке так проявилось у концерті. З вдячністю», — Олександр Дмитрієв. 
«Сердечно дякую за велику радість виконання моїх нових творів — Credo та Скрипкового концерту. Чудовий оркестр!», — Мікіс Теодоракіс. 
«Браво! Бравіссімо, Оркестр!», — Лучано Паваротті.